# Municipio de East Pennsboro
El municipio de East Pennsboro (en inglés: East Pennsboro Township) es un municipio ubicado en el condado de Cumberland en el estado estadounidense de Pensilvania. En el año 2000 tenía una población de 18.254 habitantes y una densidad poblacional de 646.3 personas por km².

## Geografía
El municipio de East Pennsboro se encuentra ubicado en las coordenadas 40°14′59″N 76°56′29″O / 40.24972, -76.94139.

## Demografía
Según la Oficina del Censo en 2000 los ingresos medios por hogar en la localidad eran de $44,473 y los ingresos medios por familia eran de $54,142. Los hombres tenían unos ingresos medios de $36,732 frente a los $27,542 para las mujeres. La renta per cápita de la localidad era de $22,517. Alrededor del 6,7% de la población estaba por debajo del umbral de pobreza.